# Melamphaes
Melamphaes is een geslacht van straalvinnige vissen uit de familie van grootschubvissen (Melamphaidae).

## Soorten
- Melamphaes acanthomus Ebeling, 1962
- Melamphaes contradictorius Kotlyar, 2015
- Melamphaes danae Ebeling, 1962
- Melamphaes ebelingi Keene, 1973
- Melamphaes eulepis Ebeling, 1962
- Melamphaes eurous Kotlyar, 2016
- Melamphaes falsidicus Kotlyar, 2011
- Melamphaes hubbsi Ebeling, 1962
- Melamphaes indicus Ebeling, 1962
- Melamphaes janae Ebeling, 1962
- Melamphaes laeviceps Ebeling, 1962
- Melamphaes leprus Ebeling, 1962
- Melamphaes longivelis A. E. Parr, 1933
- Melamphaes lugubris C. H. Gilbert, 1890
- Melamphaes macrocephalus A. E. Parr, 1931
- Melamphaes manifestus Kotlyar, 2011
- Melamphaes microps (Günther, 1878)
- Melamphaes nikolayi Kotlyar, 2012
- Melamphaes occlusus Kotlyar, 2012
- Melamphaes pachystomus Kotlyar, 2011
- Melamphaes papavereus Kotlyar, 2016
- Melamphaes parini Kotlyar, 1999
- Melamphaes parvus Ebeling, 1962
- Melamphaes polylepis Ebeling, 1962
- Melamphaes proximus Kotlyar, 2015
- Melamphaes pumilus Ebeling, 1962
- Melamphaes shcherbachevi Kotlyar, 2015
- Melamphaes simus Ebeling, 1962
- Melamphaes spinifer Ebeling, 1962
- Melamphaes suborbitalis (T. N. Gill, 1883)
- Melamphaes succedanaus Kotlyar, 2015
- Melamphaes typhlops (R. T. Lowe, 1843)
- Melamphaes xestoachidus Kotlyar, 2011